# Ascoli Calcio 1898 FC 2019-2020
Questa voce raccoglie le informazioni riguardanti l'Ascoli Calcio F.C. 1898 nelle competizioni ufficiali della stagione 2019-2020.

## Stagione
Terminata l'esperienza di Vincenzo Vivarini, la società affida la guida tecnica della squadra a Paolo Zanetti, già giocatore dei bianconeri nella stagione 2006-2007.
In Coppa Italia 2019-2020 la squadra supera nel secondo turno la Pro Vercelli con un largo 5-1 e successivamente nel terzo turno il Trapani (2-0), poi nel quarto turno viene eliminata (3-2) dal Genoa. L'esordio in campionato è vincente (3-1) ai danni del Trapani nella seguente giornata arriva il primo stop stagionale per mano del Frosinone (2-1). L'Ascoli chiude il girone di andata con 27 punti. Nel girone di ritorno la squadra bianconera tira i remi in barca, raccoglie solo 19 punti. Chiudendo il torneo con un solo punto di vantaggio sulla zona Play-out. Si è trattato di un campionato maratona, durato 12 mesi, complice l'interruzione dovuta alla pandemia da Covid-19 che ha provocato la sospensione del torneo dal 10 marzo al 16 giugno 2020.

## Divise e sponsor
Lo sponsor tecnico per la stagione 2019-2020 è Nike: main e second sponsor della stagione sono rispettivamente Fainplast Compounds e Moretti Design, back sponsor è Green Network. Sul pantaloncino è collocato la sponsorizzazione Air Fire.
| Casa | Trasferta | Terza divisa |  |

## Organigramma societario
Area direttiva
- Patron: Massimo Pulcinelli
- Presidente: Giuliano Tosti (fino al 25 ottobre 2019), poi Carlo Neri (dal 25 ottobre 2019)
- Consiglio di Amministrazione: Giuliano Tosti, Gianluca Ciccoianni,Vittorio Cimin, Massimo Ferrara, Susi Galanti, Andrea Leo
- Amministratore delegato: Andrea Leo
- Direttore finanziario: Marco Arturo Costantini (fino a ottobre 2019)
- Ufficio Amministrazione: Grazia Maria Di Silvestre, Gaia Gaspari
- Segretario generale: Marco Maria Marcolini
- Delegato alla Sicurezza: Mauro Cesari
- Vice delegato alla Sicurezza: Orietta Contisciani

Area comunicazione e marketing
- Responsabile Marketing: Susi Galanti (fino a gennaio 2020)
- Responsabile Comunicazione e Addetto Stampa: Valeria Lolli
- Responsabile Biglietteria: Marco Maria Marcolini
- Supporter Liaison Officer: Giuseppe Cinti

Area sportiva
- Direttore sportivo: Antonio Tesoro (fino al 12/06/2020), poi Giuseppe Bifulco (dal 12/06/2020)
- Club Manager: Francesco Lillo
- Team Manager e Segretario sportivo: Mirko Evangelista
- Coordinatore Settore Giovanile: Gianmarco Marucchi

Area tecnica
- Allenatore: Paolo Zanetti (fino al 27 gennaio 2020), Guillermo Abascal (fino al 3 febbraio 2020), Roberto Stellone (fino al 16 aprile 2020), Guillermo Abascal (fino al 22 giugno 2020), Davide Dionigi
- Vice allenatore: Alberto Bertolini (fino al 27 gennaio 2020), Carlos Moreno Valle (fino al 3 febbraio 2020), Giorgio Gorgone (fino al 16 aprile 2020), Andrea Iuliano
- Collaboratore Tattico: (dal 24 giugno 2020) Hiroshi Komatsuzaki
- Preparatore dei portieri: Massimo Marini (fino al 27 gennaio 2020), Andrea Aquilanti (fino al 3 febbraio 2020), Fabrizio Zambardi (fino al 16 aprile 2020), Alfredo Geraci
- Preparatore atletico: Fabio Trentin (fino al 27 gennaio 2020), Carlos Moreno Valle (fino al 3 febbraio 2020), Paolo Artico
- Collaboratore tecnico: Andrea Gennari (dal 3 febbraio 2020 al 16 aprile 2020)
- Recupero infortunati: Nazzareno Salvatori

Area sanitaria
- Responsabile sanitario: Enrico Ligabue
- Medico sociale: Serafino Salvi
- Fisioterapista: Emiliano Di Luigi
- Collaboratore: Teodoro De Luca

## Rosa
Rosa e numerazione aggiornate al 31 gennaio 2020
| N. |                        | Ruolo | Calciatore                 |
| -- | ---------------------- | ----- | -------------------------- |
| 1  | Italia (bandiera)      | P     | Gabriele Marchegiani       |
| 1  | Italia (bandiera)      | P     | Ivan Lanni                 |
| 2  | Argentina (bandiera)   | D     | Nahuel Valentini           |
| 3  | Italia (bandiera)      | D     | Luca Ranieri               |
| 4  | Ecuador (bandiera)     | D     | Erick Ferigra              |
| 5  | Italia (bandiera)      | D     | Raffaele Pucino            |
| 6  | Italia (bandiera)      | C     | Michele Troiano (capitano) |
| 7  | Italia (bandiera)      | C     | Michele Cavion             |
| 8  | Italia (bandiera)      | C     | Davide Petrucci            |
| 9  | Italia (bandiera)      | A     | Gianluca Scamacca          |
| 10 | Italia (bandiera)      | A     | Lorenzo Rosseti            |
| 11 | Serbia (bandiera)      | C     | Nikola Ninković            |
| 14 | Italia (bandiera)      | C     | Mario Piccinocchi          |
| 15 | Francia (bandiera)     | D     | Andreaw Gravillon          |
| 17 | Italia (bandiera)      | D     | Leonardo Sernicola         |
| 17 | Paesi Bassi (bandiera) | A     | Alessio Da Cruz            |

| N. |                       | Ruolo | Calciatore          |
| -- | --------------------- | ----- | ------------------- |
| 18 | Italia (bandiera)     | A     | Marcello Trotta     |
| 18 | Belgio (bandiera)     | C     | Moutir Chajia       |
| 19 | Italia (bandiera)     | D     | Simone Padoin       |
| 21 | Italia (bandiera)     | A     | Giacomo Beretta     |
| 22 | Italia (bandiera)     | P     | Riccardo Novi       |
| 23 | Italia (bandiera)     | D     | Riccardo Brosco     |
| 25 | Italia (bandiera)     | C     | Alberto Gerbo       |
| 27 | Italia (bandiera)     | D     | Lorenzo Laverone    |
| 28 | Italia (bandiera)     | D     | Cristian Andreoni   |
| 30 | Croazia (bandiera)    | C     | Petar Brlek         |
| 32 | Italia (bandiera)     | C     | Mirko Eramo         |
| 33 | Italia (bandiera)     | P     | Nicola Leali        |
| 34 | Brasile (bandiera)    | D     | Miguel De Alcantara |
| 35 | Portogallo (bandiera) | C     | Diogo Pinto         |
| 37 | Germania (bandiera)   | A     | Maurice Covic       |
| 38 | Italia (bandiera)     | C     | Leonardo Morosini   |

## Calciomercato

### Sessione estiva(dal 1/7 al 2/9)
| Acquisti | Acquisti          | Acquisti        | Acquisti      |
| R.       | Nome              | da              | Modalità      |
| -------- | ----------------- | --------------- | ------------- |
| P        | Nicola Leali      | Perugia         | prestito      |
| D        | Miguel Alcantara  | San Paolo       | definitivo    |
| D        | Andrew Gravillon  | Inter           | prestito      |
| D        | Raffaele Pucino   | Salernitana     | definitivo    |
| C        | Petar Brlek       | Genoa           | prestito      |
| C        | Alberto Gerbo     | Foggia          | svincolato    |
| C        | Tomasz Kupisz     | Livorno         | fine prestito |
| C        | Simone Padoin     | Cagliari        | svincolato    |
| C        | Davide Petrucci   | Çaykur Rizespor | definitivo    |
| A        | Alessio Da Cruz   | Parma           | prestito      |
| A        | Gianluca Scamacca | Sassuolo        | prestito      |

| Cessioni | Cessioni         | Cessioni     | Cessioni   |
| R.       | Nome             | a            | Modalità   |
| -------- | ---------------- | ------------ | ---------- |
| D        | Emanuele Padella | L.R. Vicenza | definitivo |
| C        | Bright Addae     | Juve Stabia  | definitivo |
| C        | Tomasz Kupisz    | Bari         | definitivo |

### Sessione invernale(dal 2 gennaio al 31 gennaio)
| Acquisti | Acquisti             | Acquisti       | Acquisti                         |
| R.       | Nome                 | da             | Modalità                         |
| -------- | -------------------- | -------------- | -------------------------------- |
| C        | Diogo Pinto          | Benfica        | prestito                         |
| C        | Marco Fermo          | Virtus Verona  | fine prestito                    |
| A        | Maurice Čović        | Hertha Berlino | prestito                         |
| C        | Leonardo Morosini    | Brescia        | prestito                         |
| A        | Marcello Trotta      | Frosinone      | prestito con diritto di riscatto |
| P        | Gabriele Marchegiani | Novara         | prestito                         |
| D        | Leonardo Sernicola   | Sassuolo       | prestito                         |
| D        | Luca Ranieri         | Fiorentina     | prestito                         |
| C        | Mirko Eramo          | Virtus Entella | definitivo                       |

| Cessioni | Cessioni         | Cessioni       | Cessioni      |
| R.       | Nome             | a              | Modalità      |
| -------- | ---------------- | -------------- | ------------- |
| D        | Salvatore D'Elia | Frosinone      | definitivo    |
| A        | Gianmarco De Feo | Vis Pesaro     | gratuito      |
| A        | Matteo Ardemagni | Frosinone      | definitivo    |
| C        | Moutir Chajia    | Virtus Entella | prestito      |
| D        | Lorenzo Laverone | Triestina      | prestito      |
| C        | Alberto Gerbo    | Crotone        | prestito      |
| A        | Alessio Da Cruz  | Parma          | fine prestito |
| P        | Ivan Lanni       | Novara         | definitivo    |

## Risultati

### Serie B

#### Girone di andata
| Arbitro: | Prontera (Bologna) |

|                                              |           |              |
| Scamacca 17’ Luperini 83’ (aut.) Da Cruz 90’ | Marcatori | 64’ Ferretti |

| Arbitro: | Di Martino (Teramo) |

|                          |           |             |
| Dionisi 82’ Paganini 91’ | Marcatori | 27’ Troiano |

| Arbitro: | Rapuano (Rimini) |

|                        |           |  |
| Gerbo 43’ Ninković 96’ | Marcatori |  |

| Arbitro: | Marinelli (Tivoli) |

|           |           |                                                      |
| Cissé 61’ | Marcatori | 46’, 55’ Da Cruz 79’ Chajia 82’ Ardemagni 89’ Pucino |

| Arbitro: | Minelli (Varese) |

|                                              |           |  |
| Ninković 4’ (rig.) Da Cruz 45’ Ardemagni 60’ | Marcatori |  |

| Arbitro: | Pezzuto (Lecce) |

|             |           |  |
| Soddimo 21’ | Marcatori |  |

| Arbitro: | Aureliano (Bologna) |

|  |           |                                   |
|  | Marcatori | 88’ Galano 90+4’ (rig.) Busellato |

| Arbitro: | Dionisi (L'Aquila) |

|                            |           |  |
| Meggiorini 14’ Vignato 88’ | Marcatori |  |

| Arbitro: | Fourneau (Roma) |

|                           |           |                   |
| Ninkovic 5’ Ardemagni 31’ | Marcatori | 13’ (aut.) Pucino |

| Arbitro: | Ros (Pordenone) |

|                     |           |              |
| Iemmello 52’ (rig.) | Marcatori | 33’ Scamacca |

| Arbitro: | Ayroldi (Molfetta) |

|                    |           |            |
| Da Cruz 70’ (rig.) | Marcatori | 87’ Zigoni |

| Arbitro: | Serra (Torino) |

|                                           |           |                    |
| Crociata 6’ Simy 34’ Valentini 87’ (aut.) | Marcatori | 39’ (aut.) Marrone |

| Arbitro: | Massimi (Termoli) |

|                                |           |                                 |
| Ninkovic 38’ Scamacca 71’, 88’ | Marcatori | 16’ Rivière 21’ (rig.) Bruccini |

| Arbitro: | Baroni (Firenze) |

|              |           |              |
| Lombardi 24’ | Marcatori | 63’ Scamacca |

| Arbitro: | Illuzzi (Molfetta) |

|                              |           |            |
| Balkovec 57’ La Gumina 90+3’ | Marcatori | 24’ Brosco |

| Arbitro: | Marini (Roma) |

|              |           |  |
| Scamacca 51’ | Marcatori |  |

| Arbitro: | Sozza (Seregno) |

|                          |           |            |
| Burrai 33’ Strizzolo 37’ | Marcatori | 90’ Cavion |

| Arbitro: | Rapuano (Rimini) |

|            |           |  |
| Cavion 68’ | Marcatori |  |

| Arbitro: | Ayroldi (Molfetta) |

|                                |           |  |
| Tuia 33’ Sau 65’, 90+2’, 90+4’ | Marcatori |  |

#### Girone di ritorno
| Arbitro: | Camplone (Pescara) |

|                                |           |                 |
| Pettinari 6’, 66’ Luperini 81’ | Marcatori | 32’ L. Morosini |

| Arbitro: | Volpi (Arezzo) |

|  |           |           |
|  | Marcatori | 54’ Citro |

| Arbitro: | Ros (Pordenone) |

|  |           |                                  |
|  | Marcatori | 7’, 90+4’ Trotta 47’ L. Morosini |

| Arbitro: | Pezzuto (Lecce) |

|                           |           |                                 |
| Scamacca 10’ Ninković 82’ | Marcatori | 62’ (rig.) Forte 90+5’ Provedel |

| Arbitro: | Baroni (Firenze) |

|                                 |           |                 |
| Mastinu 66’ Gyasi 74’ Nzola 86’ | Marcatori | 30’ L. Morosini |

| Arbitro: | Minelli (Varese) |

|                 |           |                                                 |
| L. Morosini 38’ | Marcatori | 18’ (aut.) S. Padoin 22’ Palombi 59’ Bianchetti |

| Arbitro: | Marinelli (Tivoli) |

|                            |           |                   |
| Busellato 43’ Memushaj 80’ | Marcatori | 45+1’ L. Morosini |

| Arbitro: | Abbattista (Molfetta) |

|              |           |              |
| Ninkovic 71’ | Marcatori | 38’ Đorđević |

| Arbitro: | Robilotta (Sala Consilina) |

|                                            |           |  |
| Paolucci 8’ F. Poli 13’ De Luca 22’ (rig.) | Marcatori |  |

| Arbitro: | Sacchi (Macerata) |

|  |           |                        |
|  | Marcatori | 72’ Nicolussi Caviglia |

| Arbitro: | Fourneau (Roma) |

|                      |           |              |
| Aramu 8’ Firenze 66’ | Marcatori | 24’ Scamacca |

| Arbitro: | Sozza (Seregno) |

|            |           |              |
| Trotta 78’ | Marcatori | 60’ Barberis |

| Arbitro: | Abbattista (Molfetta) |

|  |           |              |
|  | Marcatori | 62’ Scamacca |

| Arbitro: | Dionisi (L'Aquila) |

|                             |           |                      |
| Trotta 7’ Ninković 16’ (49) | Marcatori | 56’ Kiyine 86’ Đurić |

| Arbitro: | Ros (Pordenone) |

|           |           |  |
| Eramo 20’ | Marcatori |  |

| Arbitro: | Aureliano (Bologna) |

|            |           |                             |
| D'Urso 62’ | Marcatori | 55’ (aut.) Adorni 70’ Pinto |

| Arbitro: | Serra (Torino) |

|                   |           |                       |
| Ninković 44’, 48’ | Marcatori | 1’ Bocalon 22’ Pobega |

| Arbitro: | Ayroldi (Molfetta) |

|           |           |  |
| Siega 45’ | Marcatori |  |

| Arbitro: | Pezzuto (Lecce) |

|                              |           |                                                |
| L. Morosini 49’ Trotta 90+2’ | Marcatori | 25’ Sau 32’ Barba 45+1’ R. Insigne 87’ Moncini |

### Coppa Italia
| Arbitro: | Ayroldi (Molfetta) |

|                                                       |           |          |
| Brosco 6’ Da Cruz 19’ Ardemagni 54’ Scamacca 72’, 87’ | Marcatori | 33’ Azzi |

| Arbitro: | Calvarese (Teramo) |

|                   |           |  |
| Scamacca 48’, 80’ | Marcatori |  |

| Arbitro: | Ayroldi (Molfetta) |

|                                |           |                                 |
| Pinamonti 14’ 79’ Criscito 73’ | Marcatori | 48’ Beretta 68’ (aut.) Criscito |

## Statistiche

### Statistiche di squadra
Statistiche aggiornate al 13 luglio 2020.
| Competizione | Punti        | In casa | In casa | In casa | In casa | In casa | In casa | In trasferta | In trasferta | In trasferta | In trasferta | In trasferta | In trasferta | Totale | Totale | Totale | Totale | Totale | Totale | DR |
| Competizione | Punti        | G       | V       | N       | P       | Gf      | Gs      | G            | V            | N            | P            | Gf           | Gs           | G      | V      | N      | P      | Gf     | Gs     | DR |
| ------------ | ------------ | ------- | ------- | ------- | ------- | ------- | ------- | ------------ | ------------ | ------------ | ------------ | ------------ | ------------ | ------ | ------ | ------ | ------ | ------ | ------ | -- |
| Serie B      | 46           | 19      | 9       | 5       | 5       | 29      | 24      | 19           | 4            | 2            | 13           | 21           | 34           | 38     | 13     | 7      | 18     | 50     | 58     | -8 |
| Coppa Italia | Quarto Turno | 2       | 2       | 0       | 0       | 7       | 1       | 1            | 0            | 0            | 1            | 2            | 3            | 3      | 2      | 0      | 1      | 9      | 4      | +5 |
| Totale       | 46           | 21      | 11      | 5       | 5       | 36      | 25      | 20           | 4            | 2            | 14           | 24           | 37           | 41     | 15     | 7      | 19     | 59     | 62     | -1 |

### Andamento in campionato
| Giornata  | 1 | 2 | 3 | 4 | 5 | 6 | 7 | 8 | 9 | 10 | 11 | 12 | 13 | 14 | 15 | 16 | 17 | 18 | 19 | 20 | 21 | 22 | 23 | 24 | 25 | 26 | 27 | 28 | 29 | 30 | 31 | 32 | 33 | 34 | 35 | 36 | 37 | 38 |
| --------- | - | - | - | - | - | - | - | - | - | -- | -- | -- | -- | -- | -- | -- | -- | -- | -- | -- | -- | -- | -- | -- | -- | -- | -- | -- | -- | -- | -- | -- | -- | -- | -- | -- | -- | -- |
| Luogo     | C | T | C | T | C | C | T | C | T | C  | T  | C  | T  | C  | T  | C  | T  | C  | T  | T  | C  | T  | C  | T  | T  | C  | T  | C  | T  | C  | T  | C  | T  | C  | T  | C  | T  | C  |
| Risultato | V | P | V | V | V | P | P | P | V | N  | N  | P  | V  | N  | P  | V  | P  | V  | P  | P  | P  | V  | N  | P  | P  | P  | N  | P  | P  | P  | N  | V  | V  | V  | V  | N  | P  | P  |
| Posizione | 4 | 9 | 5 | 3 | 1 | 3 | 6 | 7 | 4 | 5  | 7  | 9  | 7  | 6  | 9  | 6  | 9  | 5  | 7  | 9  | 12 | 12 | 12 | 14 | 14 | 16 | 15 | 15 | 17 | 17 | 17 | 16 | 16 | 13 | 10 | 13 | 13 | 14 |

Fonte:  Serie B, su calcio.com.
Legenda:

Luogo: C = Casa; T = Trasferta. Risultato: V = Vittoria; N = Pareggio; P = Sconfitta.